# جيف ألان
جيف ألان هو لاعب هوكي الجليد كندي، ولد في 17 مايو 1957 في تورونتو في كندا.

## وصلات خارجية
- جيف ألان على موقع دوري الهوكي الوطني (الإنجليزية)
- جيف ألان على موقع EliteProspects.com (الإنجليزية)
- جيف ألان على موقع HockeyDB.com (الإنجليزية)
- جيف ألان على موقع Hockey-Reference.com (الإنجليزية)